# Южноамериканска плоча
Южноамериканската плоча е тектонска плоча, включваща континента Южна Америка, както и голяма област от дъното на Атлантическия океан, разпростираща се на изток до Африканската плоча, с която образува южната част на Средноатлантическия хребет. Плочата се е образувала след отделяне от Пангея през палеозой.
Източният ръб представлява дивергентна граница с Африканската плоча. Южният край има сложна граница с Антарктическата плоча, плочата Скотия и Южносандвичевата плоча. Западният ръб е конвергентна граница с подпъхващата се плоча Наска. Северният край граничи с Карибската плоча и океанската кора на Северноамериканската плоча. При Чилийската тройна точка (място на срещане на три тектонски плочи) на полуостров Тайтао, океанският хребет, познат като Западночилийско възвишение, активно се подпъхва под Южноамериканската плоча.
Геоложките проучвания сочат, че Южноамериканската плоча се движи на запад от Средноатлантическия хребет. В резултат на това, придвижващата се на изток по-плътна плоча Наска се подпъхва под западния ръб на Южноамериканската плоча по дължина на тихоокеанския континентален бряг със скорост от 7,7 cm на година. Сблъскването на тези две плочи е отговорно за повдигането на масивни Анди и за създаването на множество вулкани, които са разпръснати сред планините. Възможно е по-бързата субдукция под северната част на Андите в сравнение с тази под южната част да е довела до по-голямата ширина на планинската верига при Перу и Боливия, отколкото при Чили и Аржентина.